# Dansjön
Dansjön är en sjö i Alvesta kommun i Småland och ingår i Mörrumsåns huvudavrinningsområde. Sjön är 4,3 meter djup, har en yta på 1,13 kvadratkilometer och är belägen 143 meter över havet. Sjön avvattnas av vattendraget Lekarydsån. Vid provfiske har bland annat abborre, björkna, braxen och gers fångats i sjön.

## Delavrinningsområde
Dansjön ingår i det delavrinningsområde (631356-142523) som SMHI kallar för Utloppet av Dansjön. Medelhöjden är 160 meter över havet och ytan är 8,16 kvadratkilometer. Räknas de 8 avrinningsområdena uppströms in blir den ackumulerade arean 199,5 kvadratkilometer. Lekarydsån som avvattnar avrinningsområdet har biflödesordning 2, vilket innebär att vattnet flödar genom totalt 2 vattendrag innan det når havet efter 102 kilometer. Avrinningsområdet består mestadels av skog (59 procent) och jordbruk (15 procent). Avrinningsområdet har 1,12 kvadratkilometer vattenytor vilket ger det en sjöprocent på 13,7 procent.

## Fisk
Vid provfiske har följande fisk fångats i sjön:
- Abborre
- Björkna
- Braxen
- Gärs
- Gädda
- Karpfisk obestämd
- Löja
- Mört
- Sutare